# Tecovirimat
Le tecovirimat est un médicament antiviral contre la variole et vendu sous le nom de marque Tpoxx.

## Usage médical
Le tecovirimat est un médicament antiviral actif contre la variole. D'autres utilisations peuvent inclure la variole du singe, la variole bovine et les complications de la vaccination contre la variole. Le médicament  est pris par voie orale.

## Mode d'action
Il agit en bloquant la protéine VP37 de l'orthopoxvirus, ce qui empêche le virus de quitter une cellule.

## Effets secondaires
Les effets secondaires de ce médicament comprennent des nausées, des maux de tête et des douleurs abdominales.Aucun effet secondaire grave n’a été observé avec ce médicament.

## Histoire
Le médicament est devenu le premier médicament approuvé pour une utilisation contre la variole aux États-Unis en 2018. Deux millions de doses se trouvent dans le stock stratégique national des États-Unis au cas où la variole réapparaîtrait.